# Station Haine-Saint-Pierre
Station Haine-Saint-Pierre was een spoorwegstation langs spoorlijn 112 in Haine-Saint-Pierre, een deelgemeente van de stad La Louvière.

## Reizigerstellingen
De grafiek en tabel geven het gemiddeld aantal instappende reizigers weer op een week-, zater- en zondag.
| Tabel: aantal instappende reizigers station Haine-Saint-Pierre | Tabel: aantal instappende reizigers station Haine-Saint-Pierre | Tabel: aantal instappende reizigers station Haine-Saint-Pierre | Tabel: aantal instappende reizigers station Haine-Saint-Pierre |
|                                                                | Weekdag                                                        | Zaterdag                                                       | Zondag                                                         |
| -------------------------------------------------------------- | -------------------------------------------------------------- | -------------------------------------------------------------- | -------------------------------------------------------------- |
| 1977                                                           | 1 234                                                          | 390                                                            | 232                                                            |
| 1978                                                           | 1 106                                                          | 270                                                            | 168                                                            |
| 1979                                                           | 1 073                                                          | 254                                                            | 198                                                            |
| 1980                                                           | 1 189                                                          | 163                                                            | 115                                                            |
| 1981                                                           | 481                                                            | 95                                                             | 57                                                             |
| 1982                                                           | -                                                              | -                                                              |                                                                |
| 1983                                                           | 153                                                            | 32                                                             | 41                                                             |
| 1984                                                           | 119                                                            | 21                                                             | 22                                                             |
| 1985                                                           | 106                                                            | 19                                                             | 18                                                             |
| 1986                                                           | 94                                                             | 30                                                             | 10                                                             |
| 1987                                                           | 123                                                            | 22                                                             | 24                                                             |
| 1988                                                           | 106                                                            | 31                                                             | 37                                                             |
| 1989                                                           | 96                                                             | 28                                                             | 17                                                             |
| 1990                                                           | 78                                                             | 15                                                             | 17                                                             |
| 1991                                                           | 89                                                             | 23                                                             | 18                                                             |
| 1992                                                           | 80                                                             | 25                                                             | 14                                                             |

0,0: Marchienne-au-Pont ·
4,6: Goutroux ·
7,2: Fontaine-l'Évêque ·
Forchies ·
11,3: Piéton ·
13,4: Carnières ·
15,3: Morlanwelz ·
16,5: Mariemont ·
18,6: Haine-Saint-Pierre ·
19,1: La Louvière-Zuid ·
19,7: Haine-Saint-Paul ·
20,1: La Louvière-Bouvy ·
20,9: La Louvière-Centrum